# Ganadahunase, Sira
Ganadahunase là một làng thuộc tehsil Sira, huyện Tumkur, bang Karnataka, Ấn Độ.